# ルイ (ラ・ロッシュ＝シュル＝ヨン公)

ラ・ロッシュ＝シュル＝ヨン公ルイの紋章

ルイ・ド・ブルボン（Louis de Bourbon, prince de La Roche-sur-Yon, 1473年 - 1520年11月10日）は、フランスの血統親王（プランス・デュ・サン）、ラ・ロッシュ＝シュル＝ヨン公。

## 生涯
ヴァンドーム伯ジャン8世と妻のイザベル・ド・ボーヴォーの間の次男。父母から相続したラ・ロッシュ＝シュル＝ヨン、シャンピニー、リューズ（Leuse）、コンデ（Condé）、サン＝シャルリエ（Saint-Charlier）、クリュイ（Cluys）、アギュランド（Agurande）、シャトレ（Châtelet）及びリュック（Luc）の領主となる。1508年3月21日にムーランにて、モンパンシエ伯ジルベールの娘ルイーズと結婚、間に3子をもうけた。
- シュザンヌ（1508年 - 1570年） - オマール伯クロード・ド・リウーと結婚
- ルイ（1513年 - 1582年） - モンパンシエ公
- シャルル（1515年 - 1565年） - ラ・ロッシュ＝シュル＝ヨン公

## 引用・脚注
1. ↑  Ward, Prothero & Leathes 1911, p. table 25.